# Rezervația naturală Condrița
Condrița este o rezervație naturală silvică în raionul Strășeni, Republica Moldova. Este amplasată în ocolul silvic Condrița, Condrița, parcela 17, subparcela 1. Are o suprafață de 61 ha. Obiectul este administrat de Gospodăria Silvică de Stat Strășeni.

## Galerie de imagini

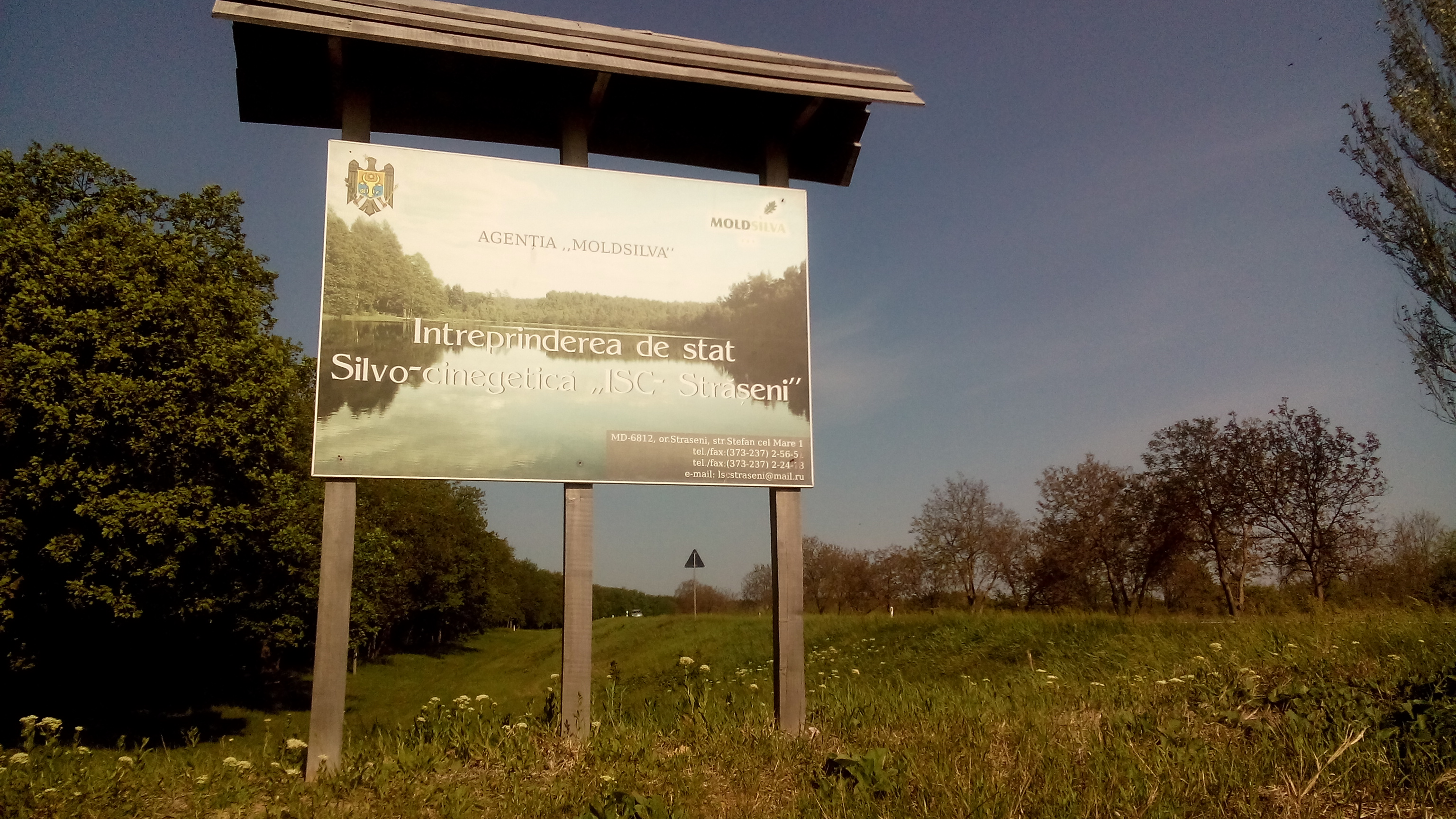
Panou informativ
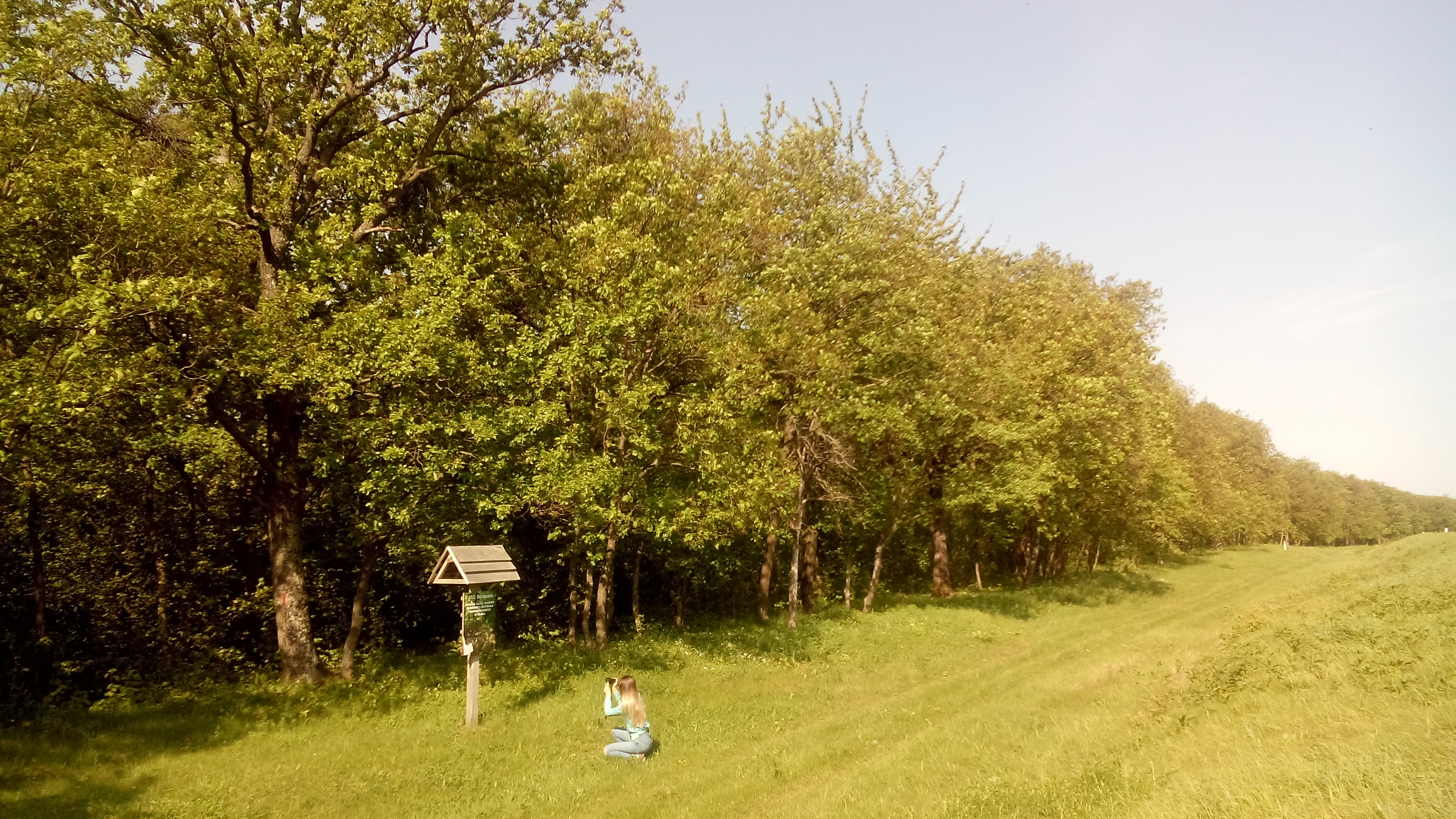
Vedere generală de-a lungul magistralei M1
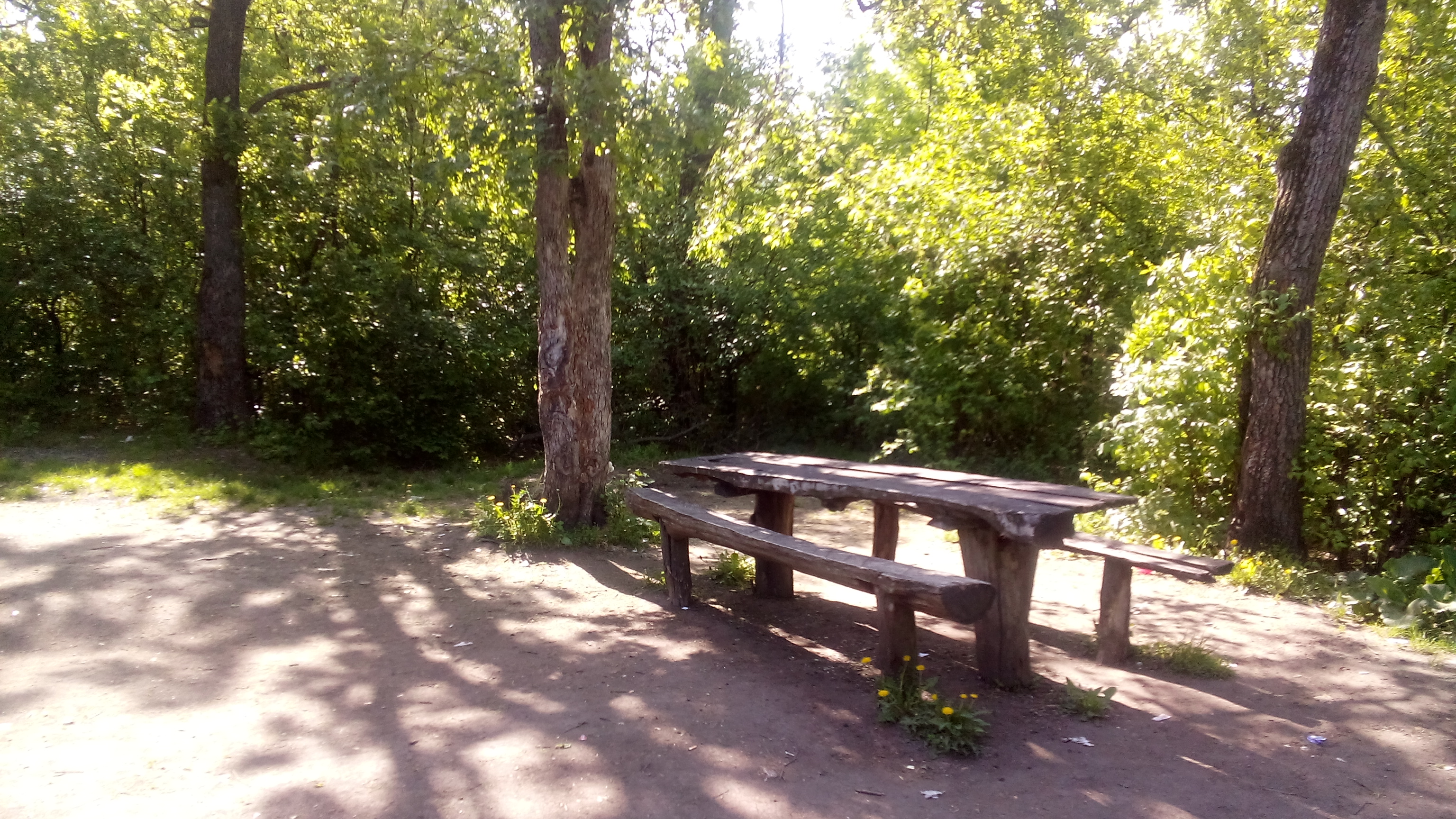
Loc de recreație
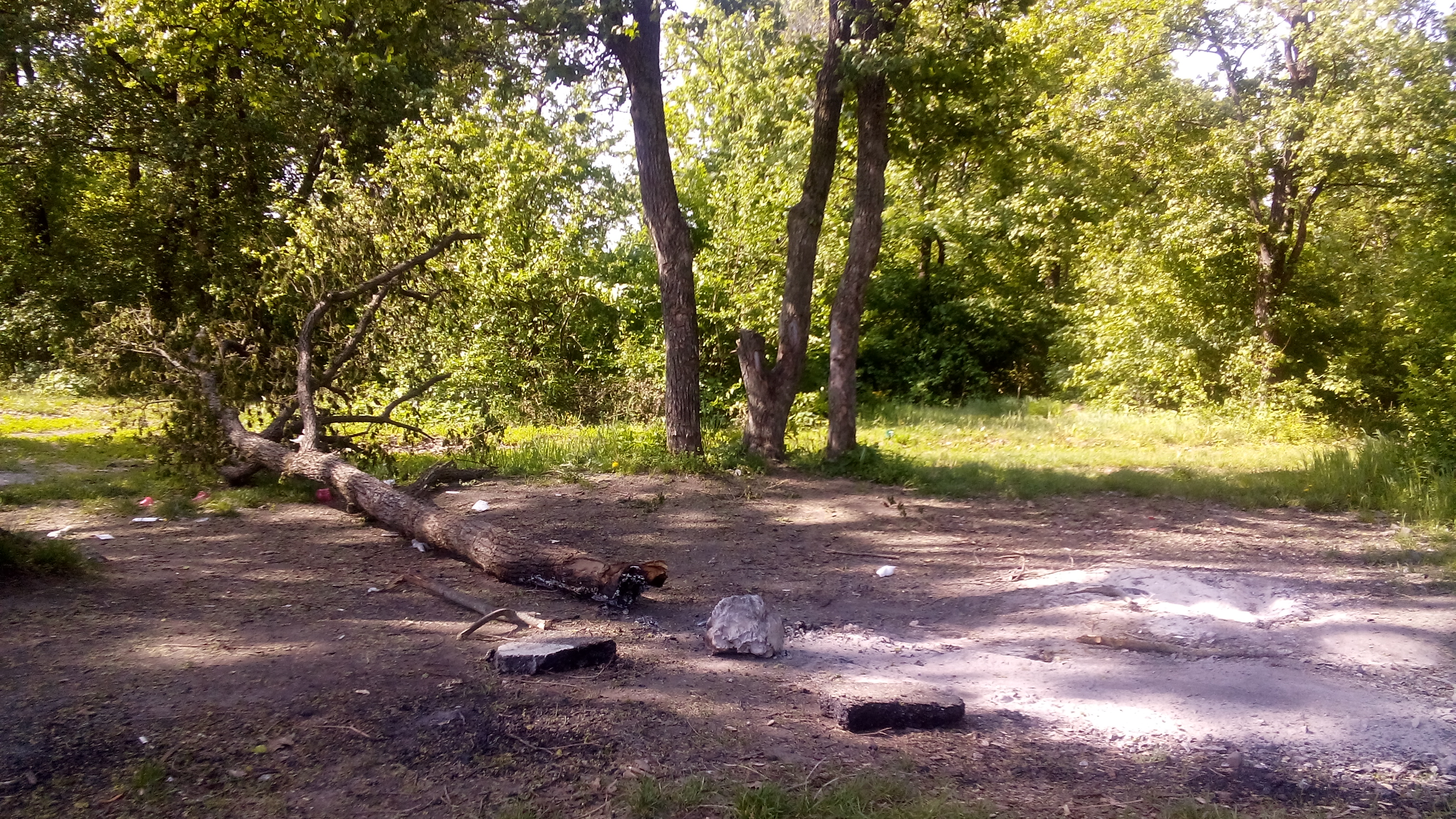
Urme de rug
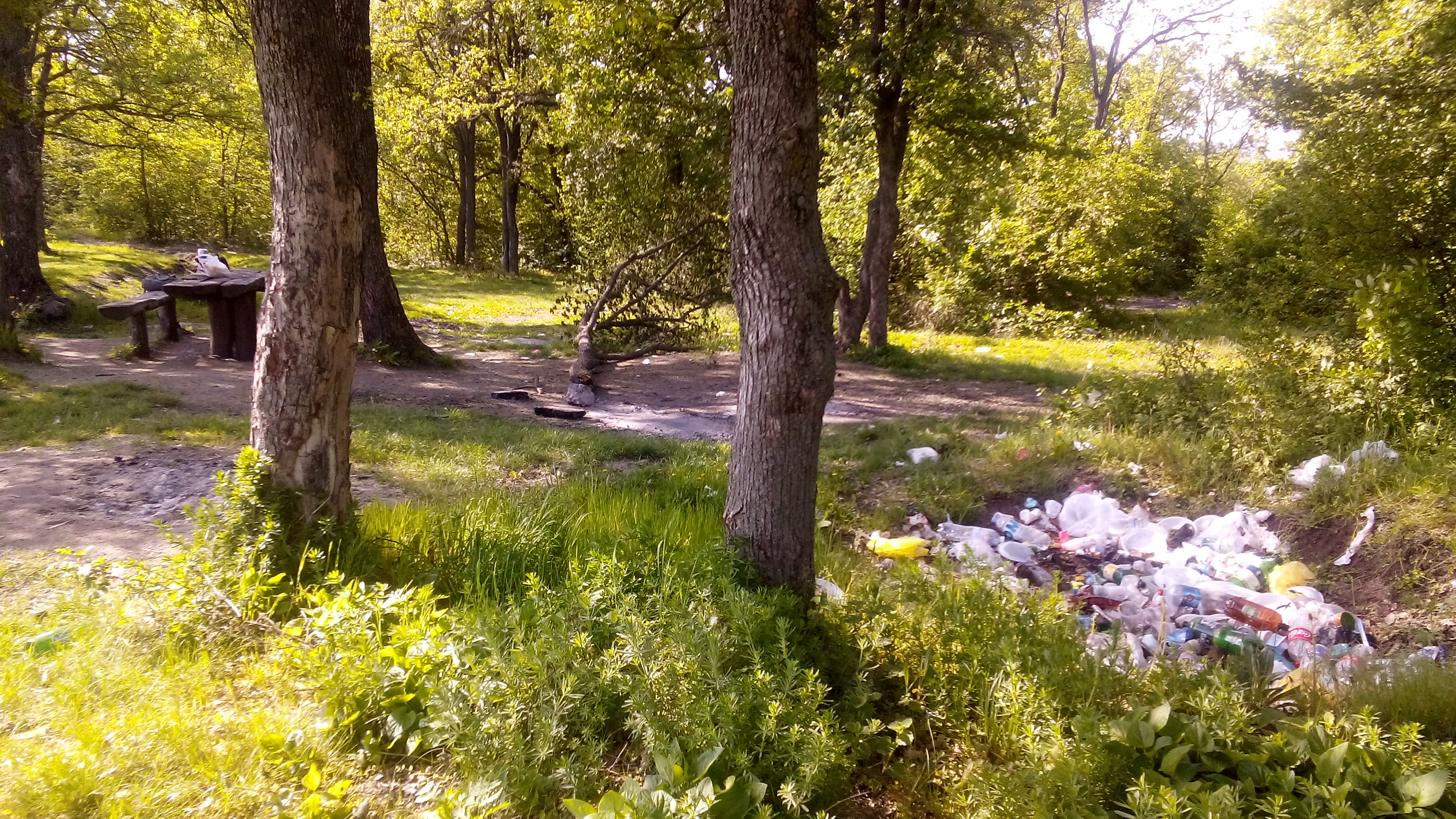
Deșeuri de picnic